# Bioasfalto
Bioasfalto é um asfalto alternativo feito de recurso natural renovável, esses recursos podem incluir materiais como açúcar, molasses, arroz, milho, batata, goma natural, latex, óleos vegetais, celulose, entre outros. A busca por formas alternativas de asfalto se deu pelo rápido Aumentos do preço do petróleo desde 2004, havendo a necessidade de pesquisas sobre formas alternativas de produção de asfalto.
A primeira experiência com asfalto renovável foi em Ohio, Estados Unidos em 2002 em um trecho de 200 pés de comprimento, em 2004 a empresa francesa Colas SA patenteou um asfalto feito de óleo vegetal, em 2007 a Shell pavimentou duas ruas com bioasfalto na Noruega, em 2010 a Universidade Estadual de Iowa pavimentou uma ciclovia em Des Moines.